# Escándalo de la calle Cleveland
El escándalo de la calle Cleveland se inició en 1889 cuando un burdel homosexual fue descubierto por la policía en la calle Cleveland, en el barrio de Fitzrovia, en Londres, Inglaterra. Las relaciones sexuales entre hombres eran ilegales en la Gran Bretaña de la época, y los clientes del burdel se enfrentaban a un posible juicio y a un ostracismo social seguro si eran descubiertos. Se rumoreó que uno de los clientes era el príncipe Alberto Víctor, el hijo mayor de Eduardo VII del Reino Unido y segundo en la línea de sucesión al trono británico. El gobierno fue acusado de encubrir el escándalo para proteger los nombres de los aristócratas involucrados. 
Uno de los clientes, lord Arthur Somerset, era palafrenero mayor del príncipe de Gales. Él y el dueño del burdel, Charles Hammond, consiguieron huir al extranjero antes de que la justicia los prendiera. Los prostitutos, que también trabajaban como mensajeros para los correos del Reino Unido, fueron condenados a penas leves y no se acusó a ningún cliente. Después de que el conde de Euston, Henry FitzRoy, fuera nombrado como uno de los clientes por la prensa, denunció a los periódicos por libelo con éxito. 
El escándalo dio alas a la opinión de que la homosexualidad masculina era un vicio aristocrático que corrompía a los jóvenes de clases bajas. Unos años más tarde, esa percepción aún era prevalente cuando John Sholto Douglas, marqués de Queensberry, acusó a Oscar Wilde de ser homosexual. Wilde denunció a Douglas por libelo, pero finalmente Wilde perdería, siendo arrestado por indecencia, declarado culpable y condenado a dos años de trabajos forzosos.

## Burdel masculino

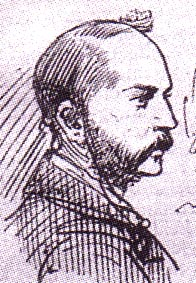
Ilustración del inspector Frederick Abberline tomado de un periódico contemporáneo.

En julio de 1889, el agente de policía Luke Hanks estaba investigando un robo en la oficina de telégrafos central de Londres. Durante la investigación, un chico de telégrafos de 15 años llamado Charles Thomas Swinscow fue descubierto con catorce chelines, el equivalente al sueldo que cobraba en varias semanas de trabajo. En aquella época, no se permitía a los chicos mensajeros llevar dinero propio durante el trabajo, para prevenir que mezclaran el dinero propio con el de los clientes. Al sospechar la participación del chico en el robo, el agente Hanks lo detuvo para interrogarlo. Tras dudas iniciales, Swinscow confesó que había ganado el dinero trabajando como prostituto para un hombre llamado Charles Hammond, que tenía un burdel masculino en la calle Cleveland n° 19. De acuerdo con Swinscow, fue Henry Newlove, un joven de dieciocho años también empleado en correos, quien le presentó a Hammond. También nombró a dos jóvenes mensajeros de telégrafos de diecisiete años que también trabajaban para Hammond: George Alma Wright y Charles Ernest Thickbroom. El agente Hanks consiguió declaraciones de Wright y Thickbroom confirmando la historia y, armado con ellas, una nueva confesión de Newlove.
El agente Hanks informó del asunto a sus superiores y el caso fue entregado al inspector detective Frederick Abberline. Este fue al burdel el 6 de julio con una orden de arresto para Hammond y Newlove por violación de la sección 11 de la Ley de Enmienda de Derecho Penal de 1885. La ley condenaba las relaciones homosexuales entre hombres, así como la alcahuetería o intento de alcahuetería para tales actos, con hasta dos años de prisión, con o sin trabajos forzados. Se encontró con la casa cerrada y Hammon desaparecido, pero Abberline pudo detener a Newlove en casa de su madre en Camden Town. En el espacio de tiempo entre la declaración de Hanks y su detención, Newlove había ido a la calle Cleveland y había advertido a Hammond, que había huido a casa de su hermano en Gravesend, en el condado de Kent.

## Clientes famosos

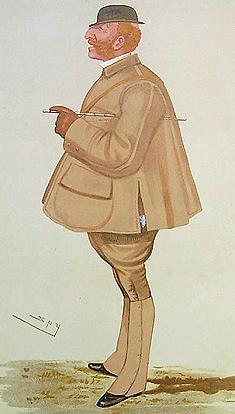
Caricatura de lord Arthur Somerset (1887).

De camino a la comisaría de policía, Newlove nombró a lord Arthur Somerset y a Henry FitzRoy, conde de Euston (ambos hijos de duques), así como a un coronel del ejército llamado Jervois como visitantes del burdel de la calle Cleveland. Somerset era palafrenero mayor del príncipe de Gales. A pesar de que fue entrevistado por la policía, no se tomaron medidas inmediatas en su contra y las autoridades fueron lentas actuando sobre la base de las acusaciones. Se colocó una guardia vigilando la casa vacía y los detalles del caso fueron discutidos en diferentes departamentos gubernamentales.
El 19 de agosto, se lanzó una orden de detención contra George Veck, un conocido de Hammond que se hacía pasar por un cura. Veck había trabajado en la oficina de telégrafos, pero había sido despedido por «conducta inadecuada» con los mensajeros. Un joven de 17 años que la policía encontró en la residencia de Veck reveló que este había ido a Portsmouth y que regresaría en tren en breve. La policía se desplazó a la estación de Waterloo y detuvo allí a Veck. En sus bolsillos descubrieron cartas de Algernon Allies. Abberline envió al agente Hanks a interrogar a Allies a casa de sus padres en Sudbury, en el condado de Suffolk. Allies admitió haber recibido dinero de Somerset, haber tenido relaciones sexuales con él y trabajar en la calle Cleveland para Hammond. El 22 de agosto, la policía interrogó a Somerset por segunda vez, que partió posteriormente hacia Bad Homburg, lugar en el que el príncipe de Gales estaba pasando sus vacaciones de verano.
El 11 de septiembre Newlove y Veck fueron inculpados formalmente. Su defensa fue llevada por el abogado de Somerset, Arthur Newton, con sir Willie Mathews llevando el caso de Newlove y Charles Gill el de Veck. Somerset pagó los costes. Para entonces Somerset ya se había trasladado a Hanóver a inspeccionar algunos caballos para el príncipe de Gales y la prensa ya se refería a los «nobles señores» implicados en el juicio. Newlove y Veck se declararon culpables de indecencia el 18 de septiembre y el juez, sir Thomas Chambers, un antiguo miembro del parlamento por el Partido Liberal que tenía fama de laxo, los sentenció a cuatro y nueve meses de trabajos forzados, respectivamente. Los jóvenes también fueron condenados a penas consideradas muy laxas en la época. Hammond escapó a Francia, pero las autoridades francesas lo expulsaron tras presiones británicas. Hammond se trasladó a Bélgica y de allí emigró a los Estados Unidos. Newton, bajo órdenes de Somerset, pagó el pasaje de Hammond. Siguiendo el consejo del primer ministro lord Salisbury, no se inició una petición de extradición y la acusación fue discretamente anulada.
Somerset volvió a Gran Bretaña a finales de septiembre para participar en el mercado de caballos de Newmarket, pero repentinamente se dirigió a Dieppe (Francia) el 26 de septiembre, probablemente tras una nota de Newton diciéndole que corría peligro de ser detenido. Volvió de nuevo el 30 de septiembre. Algunos días más tarde, su abuela, Emily Somerset, duquesa de Beaufort, murió y lord Somerset atendió al funeral. Hamilton Cuffe, conde de Desart y segundo en el escalafón del Treasury Solicitor's Department, y James Monro, jefe de la policía de Londres, presionaban para que se tomaran medidas contra Somerset, pero el lord canciller Hardinge Giffard, conde de Halsbury, bloqueó toda acción judicial. Circulaban rumores sobre la implicación de Somerset, y el 19 de octubre éste huyó a Francia. Lord Salisbury fue acusado posteriormente de haber avisado a Somerset a través de sir Dighton Probyn, que había tenido contacto con lord Salisbury la tarde anterior, de que una orden de arresto era inminente. El hecho fue negado por lord Salisbury y por el fiscal general Richard Everard Webster, vizconde de Alverstone. El príncipe de Gales escribió a lord Salisbury expresando su satisfacción de que se hubiese permitido a Somerset abandonar el país y pidiendo que si Somerset «se atreviera a mostrar su cara de nuevo en Inglaterra», que le fuera permitido sin ser molestado por las autoridades. Pero lord Salisbury también estaba siendo presionado por la policía para tomar acciones contra Somerset. El 12 de noviembre fue emitida finalmente una orden de arresto contra Somerset. Para entonces, Somerset ya estaba a salvo a bordo de un barco y la orden recibió poca atención pública. Tras una búsqueda sin éxito para conseguir empleo en Turquía y Austria-Hungría, Somerset vivió el resto de su vida en un comfortable autoexilio en el sur de Francia.

## Revelaciones públicas

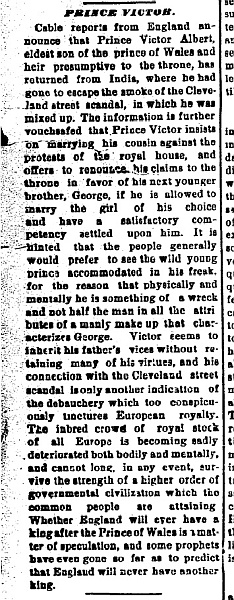
Recorte de un periódico de los Estados Unidos que afirmaba que el príncipe Alberto Víctor estaba «envuelto» en el escándalo.

Debido a que la prensa apenas informó sobre la historia, el asunto habría desaparecido rápidamente de la memoria del público si no hubiera sido por el periodista Ernest Parke. Parke, editor de un poco conocido semanario político radical llamado The North London Press, oyó hablar del asunto cuando uno de sus reporteros le trajo la historia de la detención de Newlove. Parke comenzó a preguntarse por qué los prostitutos habían recibido sentencias tan leves teniendo en cuenta el delito (la pena habitual para el «ultraje contra la moralidad pública» era de dos años) y cómo Hammond había conseguido evitar el arresto. Siguiendo su curiosidad, Parke descubrió que los chicos habían dado los nombres de aristócratas prominentes. Inmediatamente publicó una historia el 28 de septiembre insinuando la participación de estos aristócratas, pero sin dar nombres específicos. Esperó hasta el 16 de noviembre para la publicación de un segundo reportaje en el que nombraba específicamente a Henry Fitzroy, conde de Euston, en un «escándalo indescriptiblemente repugnante en la calle Cleveland». Además, afirmó que Euston habría huido a Perú y que se le habría permitido irse para ocultar la implicación de otra persona de mayor rango, que no fue nombrada, pero que algunos identificaron como el príncipe Alberto Víctor, el hijo del príncipe de Gales.
Euston estaba de hecho en Inglaterra e inmediatamente denunció a Parke por libelo. En el juicio, Euston admitió que, paseando a lo largo de Piccadilly, alguien lo importunó dándole una tarjeta en la que decía:

Poses plastiques. C. Hammond, 19 Cleveland Street.
Poses plásticas. C. Hammond, Calle Cleveland n° 19.

Testificó que fue a la casa creyendo que las Poses plásticas querían decir que mostraban desnudos femeninos. Pagó un soberano para poder entrar, pero, según sus palabras, se horrorizó al descubrir la naturaleza «impropia» del lugar y lo abandonó inmediatamente. Los testigos de la defensa se contradecían unos a otros y no pudieron describir a Euston de forma convincente. El testigo final de la defensa, John Saul, era un prostituto que admitía ganarse la vida con una «vida inmoral» y «practicar la criminalidad». La defensa no llamó ni a Newlove, ni a Veck como testigos, y no pudieron probar que Euston había abandonado el país. El 16 de enero de 1890, el jurado declaró a Parke culpable y el juez lo sentenció a doce meses de prisión. H. Montgomery Hyde, un conocido historiador de la homosexualidad, escribió más tarde que había pocas dudas de que Euston estaba diciendo la verdad y que sólo visitó la casa de la calle Cleveland en una sola ocasión porque fue engañado por la tarjeta.
El juez, sir Henry Hawkins, barón de Brampton, tuvo una carrera distinguida, al igual que los abogados que trabajaron en el caso. Los abogados de la acusación, Charles Russell, barón Russell de Killowen, y sir Charles Willie Mathews, baronet, se convirtieron más tarde en Lord Chief Justice of England and Wales y Director of Public Prosecutions para Inglaterra y Gales, respectivamente. El abogado de la defensa, Frank Lockwood, más tarde se convirtió en Solicitor General for England and Wales, y su asistente H. H. Asquith, se convertiría en primer ministro del Reino Unido veinte años más tarde.
Mientras que la condena de Parke despejaba las dudas sobre Euston, otro juicio comenzó el 16 de diciembre de 1889 cuando el abogado de Newlove y Somerset, Arthur Newton, fue acusado de obstrucción a la justicia. Se le acusaba de conspirar para evitar que Hammond y los jóvenes testificaran, ofreciéndoles o dándoles pasajes y dinero para salir del país. Newton fue defendido por Charles Russell, que había trabajado contra Ernest Parke, y el abogado de la acusación fue sir Richard Webster, el fiscal general. Newton se declaró culpable de uno de los seis cargos, afirmando que había ayudado a Hammond a huir simplemente para proteger a sus clientes, que en ese momento no estaban acusados de ningún delito o bajo arresto, de un posible chantaje. El fiscal general aceptó los argumentos de Newton y no presentó pruebas de los otros cinco casos. El 20 de mayo, el juez, sir Lewis Cave, sentenció a Newton a seis semanas en prisión, lo que fue considerado dentro de los círculos de abogados como una condena dura. Una petición firmada por 250 bufetes de abogados de Londres fue enviada al ministro del interior, Henry Matthews, vizconde de Llandaff, protestando por el tratamiento de Newton.

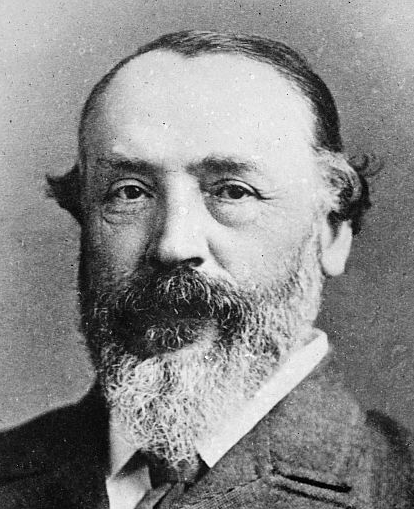
Henry Labouchère acusó al Gobierno de conspirar para ocultar el escándalo.

Durante el juicio de Newton se presentó una moción en el parlamento para investigar las acusaciones de Parke de que se estaban ocultando datos. Henry Labouchère, miembro del parlamento del ala radical del Partido Liberal, era incondicionalmente contrario a la homosexualidad e hizo campaña con éxito para añadir la enmienda «indecencia grave» (conocida como Enmienda Labouchere) en la Ley de Enmienda de Derecho Penal de 1885. Estaba convencido de que la conspiración para ocultar el escándalo provenía de círculos gubernamentales más altos de lo que se suponía. Labouchère dio a conocer sus sospechas en el parlamento el 28 de febrero de 1890. Negó que «un caballero de posición muy alta» —presumiblemente el príncipe Alberto Víctor— estuviese implicado en el escándalo, pero acusó al Gobierno de conspirar para pervertir el curso de la justicia obstaculizando la investigación, permitiendo a Somerset y a Hammond huir, retrasando los juicios y evitando seguir el proceso con vigor. Las acusaciones fueron rebatidas por el fiscal general, sir Richard Webster, que también era la parte acusadora en el caso de Newton. Charles Russell, que había sido el abogado de la acusación en el caso Parke y que defendía a Newton, se sentaba en el banco de los liberales con Labouchère, pero se negó a ser arrastrado al debate. Tras un debate acalorado de siete horas, durante el que Labouchère fue expulsado del parlamento por decir «no creo a lord Salisbury» y negarse a retirar la afirmación, la moción fue derrotada por un amplio margen de 206 contra 66.

## Repercusiones
El interés público en el escándalo finalmente desapareció. Sin embargo, la información de la prensa reforzó las actitudes negativas hacia la homosexualidad masculina, considerada como un vicio aristocrático, presentando a los jóvenes de telégrafos como corrompidos por miembros de las clases superiores. Esta actitud alcanzó su clímax unos años más tarde en el juicio de Oscar Wilde por indecencia, como resultado de su relación con lord Alfred Douglas.
Oscar Wilde alude al escándalo en El retrato de Dorian Gray, publicado por primera vez en 1890. Las críticas de la novela fueron hostiles; en una clara referencia al escándalo de la calle Cleveland, uno de los críticos afirmó que era adecuada para «nadie más que nobles forajidos y chicos de telégrafos pervertidos». La revisión de 1891 de la novela de Wilde omitió ciertos pasajes clave, que fueron considerados demasiado homoeróticos. En 1895, Wilde denunció sin éxito al padre de lord Alfred, John Douglas, marqués de Queensberry, por libelo. Edward Carson, barón Carson, empleó citas de la novela contra Wilde y le hizo preguntas sobre su asociación con jóvenes hombres de clase trabajadora. Tras fracasar en el juicio, Wilde fue acusado de indecencia grave, declarado culpable y sentenciado a dos años de trabajos forzados. El abogado de la acusación era Charles Gill, que había defendido a Veck en el caso de la calle Cleveland.

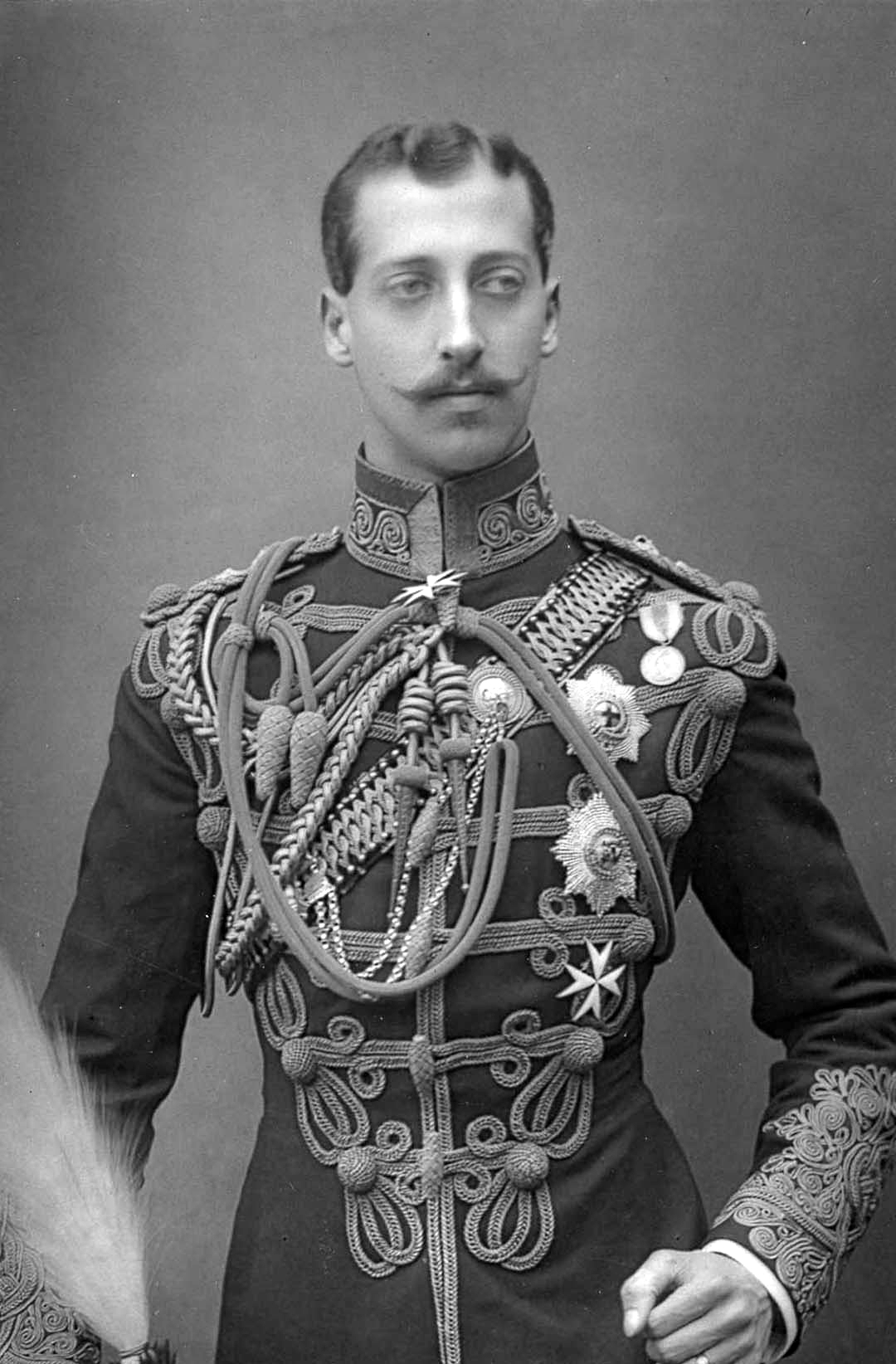
El príncipe Alberto, duque de Clarence, fue el personaje más importante envuelto en el escándalo.

El príncipe Alberto Víctor murió en 1892, pero los rumores en la sociedad sobre su vida sexual continuaron. Sesenta años después del escándalo, el biógrafo oficial de Jorge V del Reino Unido, Harold Nicolson, oyó de Rayner Goddard, barón Goddard, que era un niño de doce años en la época del escándalo, que el príncipe Alberto Víctor «había estado relacionado con el ambiente de un burdel masculino y que el abogado del gobierno tuvo que cometer perjurio para protegerlo. El abogado fue destituido por su crimen, pero luego fue contratado de nuevo». De hecho, ninguno de los abogados fue condenado por perjurio o destituido en la época; por el contrario, la mayoría tuvieron carreras de éxito. Sin embargo, a Arthur Newton se le prohibió durante doce meses el ejercicio de la abogacía por una falta grave en 1910 tras falsificar cartas de otro de sus clientes —el famoso asesino Harvey Crippen. En 1913 se le prohibió definitivamente el ejercicio de la abogacía y fue sentenciado a tres años de prisión por conseguir dinero de manera fraudulenta. Es posible que Newton inventara y extendiera los rumores sobre el príncipe Alberto Víctor en un intento de proteger a sus clientes, forzando un ocultamiento. Informes oficiales sobre el asunto que se encuentran en el Public Record Office, hechos públicos en la década de 1970, no aportan información sobre la participación del Príncipe más allá de las amenazas de Newton de implicarlo. Hamilton Cuffe escribió al Director of Public Prosecutions, sir Augustus Stephenson: «He oído decir que Newton fanfarronea con que si continuamos, una persona muy distinguida se verá envuelta (PAV). No quiero decir que por un instante le dé algún crédito —pero en tales circunstancias como estas nunca se sabe lo que se puede decir, sea mentira o cierto». Las cartas conservadas de Somerset a su amigo Reginald Brett, lord Esher, vizconde Esher, confirman que Somerset conocía los rumores, pero no sabía si eran ciertos: «Puedo entender que el príncipe de Gales esté muy enojado de que el nombre de su hijo esté relacionado con el asunto [...] ambos hemos sido acusados de ir a ese sitio, pero no juntos [...] me pregunto si realmente es un hecho o sólo un invento». En su correspondencia, sir Dighton Probyn hace mención de «los crueles e injustos rumores relacionados con PAV» y de «falsos informes vinculando el nombre de PAV con la triste historia». Cuando el nombre del príncipe Alberto Víctor apareció en la prensa de Estados Unidos, el New York Herald publicó una carta anónima, casi con certeza escrita por Charles Hall, diciendo que «no hay, y nunca ha habido, la más mínima excusa para mencionar el nombre del príncipe Alberto Víctor». Los biógrafos que creen en los rumores suponen que el príncipe Alberto Víctor era bisexual, lo que es enérgicamente refutado por otros, que se refieren a él como «ardientemente heterosexual» y a su relación con los rumores como «un tanto injusta».